# W52-FC Porto
W52-FC Porto (código UCI: W52) foi uma equipa ciclista portuguesa de categoria Continental. Foi extinta em 2022 depois de ter sido suspensa pela UCI devido a múltiplos casos de doping.

## História
Tendo como base à União Ciclista de Sobrado foi criado em 2004 como amador, tomando o nome de Casactiva/Quinta das Arcas a primeira temporada. Desde seus inícios a equipa focou-se na formação de ciclistas sub-23. O seu presidente foi o ex-ciclista campeão da Volta a Portugal, Nuno Ribeiro.
Em 2013 deu o salto a profissional inscrevendo na categoria continental e contratou a vários espanhóis para seu modelo. Entre eles a alguns que já se encontravam no ciclismo luso como Alejandro Marque, Gustavo César Veloso e Delio Fernández. Precisamente estes lhe deram as vitórias mais importantes na primeira temporada como profissional à equipa, com Eduard Prades ganhando o Troféu Joaquim Agostinho e o mais importante, a Volta a Portugal onde se fez o 1-2 com Alejandro Marque e Gustavo César Veloso.
Em 2019 a equipa ascendeu à categoria Profissional Continental. Em 2019 participou ainda na Volta à Turquia, prova de categoria World Tour e conquistou e conquistou mais uma Volta a Portugal desta feita por João Rodrigues.
No ano de 2020 a equipa da W52-FC Porto, voltando à categoria de equipa Continental, conquistou através de Amaro Antunes a edição especial (devido à covid-19) da Volta a Portugal.
Na temporada de 2021 a equipa obtém mais 2 vitórias de destaque. João Rodrigues vence a Volta ao Algarve batendo Ethan Hayter (INEOS Grenadiers) e Kasper Asgreen (Deceuninck-Quickstep) e Amaro Antunes vence mais uma vez a Volta a Portugal.
Em Novembro de 2023, o antigo ciclista Nuno Ribeiro (ciclista), diretor desportivo da extinta W52-FC Porto, foi suspenso por 25 anos pela Autoridade Antidopagem de Portugal (ADoP), por tráfico, administração e posse de substâncias e métodos proibidos na sequência do processo 'Prova Limpa'.
De acordo com a lista de sanções disciplinares da ADoP Nuno Ribeiro vai cumprir uma sanção entre 16 de dezembro de 2022 e 15 de dezembro de 2047, por "tráfico, administração e posse de substâncias proibidas e métodos proibidos", nomeadamente hormonas, testosterona, e betametasona.

## Material ciclista
A equipa utiliza bicicletas Swift e componentes Shimano.

## Sede
A sede encontra-se no concelho de Felgueiras.

## Classificações UCI
A partir de 2005 a UCI instaurou os Circuitos Continentais da UCI, onde a equipa está desde que ascendeu à categoria continental. Tem participado em carreiras de diferentes circuitos, com o qual tem estado nas classificações do UCI Europe Tour Ranking, UCI America Tour Ranking e UCI Asia Tour Ranking. Em sua primeira participação, as classificações da equipa e do seu ciclista mais destacado são as seguintes:

### UCI America Tour
| Temporada | Classificação por equipas | Melhor corredor      | Posição |
| 2012-2013 | 21.º                      | Gustavo César Veloso | 68.º    |
| 2013-2014 | 25.º                      | Gustavo César Veloso | 84.º    |
| 2015      | 32.º                      | Gustavo César Veloso | 40.º    |

### UCI Asia Tour
| Temporada | Classificação por equipas | Melhor corredor | Posição |
| 2012-2013 | 64.º                      | Samuel Caldeira | 227.º   |

### UCI Europe Tour
| Temporada | Classificação por equipas | Melhor corredor      | Posição |
| 2012-2013 | 29.º                      | Alejandro Marque     | 72.º    |
| 2013-2014 | 36.º                      | Gustavo César Veloso | 41.º    |
| 2015      | 28.º                      | Gustavo César Veloso | 39.º    |
| 2016      | 28.º                      | Rui Vinhas           | 239.º   |
| 2017      | 16.º                      | Raúl Alarcón         | 34.º    |
| 2018      | 31.º                      | Raúl Alarcón         | 137.º   |
| 2019      | 23.º                      | Edgar Pinto          | 190.º   |

## Palmarés
Para anos anteriores, veja-se Palmarés da W52-FC Porto

### Palmarés de 2020

#### Circuitos Continentais da UCI
| Datas | Circuito | Carreiras | Ganhador |

## Elenco
Para anos anteriores, veja-se Elencos da W52-FC Porto

### Elenco de 2020
| Nome                                      | Nascimento | Nacionalidade | Equipa de 2019    |
| Raúl Alarcón                              | 25/03/1986 | Espanha       | W52-FC Porto      |
| Amaro Antunes                             | 27/11/1990 | Portugal      | CCC Team          |
| Francisco Brito Campos                    | 10/10/1997 | Portugal      | W52-FC Porto      |
| Samuel Caldeira                           | 30/11/1985 | Portugal      | W52-FC Porto      |
| Tiago Ferreira                            | 09/08/1994 | Portugal      | W52-FC Porto      |
| Jorge Magalhães                           | 10/02/1997 | Portugal      | W52-FC Porto      |
| José Mendes                               | 24/04/1985 | Portugal      | Sporting-Tavira   |
| Daniel Mestre                             | 01/04/1986 | Portugal      | W52-FC Porto      |
| Ricardo Mestre                            | 11/09/1983 | Portugal      | W52-FC Porto      |
| Edgar Pinto                               | 27/08/1985 | Portugal      | W52-FC Porto      |
| Raúl Rico Bordera                         | 25/04/1997 | Espanha       | Vito-Feirense-Pnb |
| João Rodrigues (ciclista)\|João Rodrigues | 15/11/1994 | Portugal      | W52-FC Porto      |
| Gustavo César Veloso                      | 29/01/1980 | Espanha       | W52-FC Porto      |
| Rui Vinhas                                | 06/12/1986 | Portugal      | W52-FC Porto      |

1. ↑  Até a 9 de agosto.